# Quintanilla de las Viñas
Quintanilla de las Viñas es una pequeña localidad española de la provincia de Burgos (comunidad autónoma de Castilla y León). Pertenece al municipio de Mambrillas de Lara.

## Ubicación
Al Oriente de la provincia de Burgos. Las lindes de Lara y el alfoz altomedieval rebasan por algunas partes del actual partido judicial de Salas de los Infantes. Lo forman la villa de Lara de los Infantes y un círculo de dos leguas que incluye desde Quintanalara a Hortigüela, desde Rupelo a Mazariegos.
Para llegar a ella la vía más a propósito es la carretera nacional 234, llamada oficialmente de Burgos a Sagunto o Camino de Castilla Vieja al Mediterráneo. Grandes tramos de esta vía coinciden con las andaduras de Mío Cid desde Burgos y Cardeña a Valencia. A la altura del kilómetro 459 a la carretera nacional 234 le nace un ramal, el v. 8207, a la derecha o a la izquierda, según cómo marche el visitante. Ese ramal encara la Muela caliza de Lara y en dos tercios de legua (4,7 kilómetros) se planta en la localidad de tejados rojizo y piedra ocre que dicen Quintanilla de las Viñas. Hacia el Este, abandonado el poblado, se ofrece un soto, en el que antaño las comadres del lugar acudían al lavadero público: una de sus piletas es un sepulcro antropomorfo; las losas del charco rectangular parecen satinadas por la paciente labor de las lavanderas que, unas veces convertían el oficio en orfeón.

## Los 7 infantes de Lara
La leyenda de los Siete Infantes de Lara tiene, sin ningún género de dudas, una base genuinamente histórica en los sucesos acaecidos en este rincón de nuestra tierra en las postrimerías del siglo X, que llenaron las historias, la poesía, el teatro y el romancero de la España entera.
El núcleo de la leyenda es el siguiente:
En el último tercio del siglo X, el protagonista es Garci Fernández, hijo de Fernán González, el conde de Castilla.
En esta región de Salas hay dos familias nobles que tienen poder y señorío sobre tierras y hombres: Gonzalo Gustios y su esposa D.ª Sancha poseen el dominio de la Casa de Salas y tienen siete hijos, los Siete Infantes de Salas; otros nobles son Ruy Velázquez y D.ª Lambra de Bureba, señora de Barbadillo del Mercado; estas familias estaban emparentadas entre sí.
Cuenta la leyenda que en las bodas de Ruy Velázquez y D.ª Lambra salen a relucir rencillas y pendencias mientras celebraban juegos medievales, de modo que queda malherido algún vasallo de D.ª Lambra. Parece que las tensiones eran tan fuertes que D.ª Lambra hace jurar a Ruy Velázquez una cruel venganza en la familia de Gonzalo Gustios.
Es sabido que en el siglo X la frontera con los musulmanes estaba cerca de esta tierra. Gormaz, en la línea del Duero, era la fortaleza más grandiosa de toda Europa y por ella batallaban musulmanes y cristianos. De parte musulmana defendía esta línea fronteriza Galbe, estratega de confianza de Almanzor.
En una embajada del condado castellano a Córdoba, Ruy Velázquez escribe a Almanzor que mate al noble Gustios. Almanzor lo mete en prisión. Mientras tanto, en la frontera, Ruy Velázquez traiciona a sus sobrinos, los Infantes, en las tierras de Almenar, Soria; y los entrega al capitán musulmán, Galbe.
Fueron decapitados en los campos de Araviana, Ólvega; y sus cabezas llevadas a Córdoba. Almanzor se las muestra al prisionero Gustios y lo pone en libertad. Gonzalo Gustios regresa a su casa de Salas.
Pero en Córdoba nacerá un hijo bastardo de Gustios y de la noble musulmana Zaida que lo cuidaba en prisión. Y un día este hijo, Mudarra, deja Córdoba y viene a Castilla a conocer a su padre cristiano y «hacer en el traidor justa venganza».

## Tierra de Lara
A veces se identifica la tierra de Lara con el actual partido judicial de Salas de los Infantes y podemos equivocarnos por exceso o por defecto.
Varios milenios de historia han traído y llevado los linderos de Lara en circunstancias tan diferentes como la romanización o la pertenencia de estas tierras a los Lara Velasco del Medioevo.
Hay una inevitable incertidumbre de su exacta antigüedad, encontramos materiales pertenecientes al paleolítico que se han hallado en San Pedro de Arlanza, Hontoria del Pinar, Ciruelos de Cervera y otros escasos lugares.
Del período neolítico hay las clásicas hachas, que pueden verse en el Museo de Burgos; la llamada «cultura de las cuevas » reúne por aquí los ejemplos de Aceña de Lara, Rabanera del Pinar, Silos, San Pedro de Arlanza, etc.; y de la «cultura megalítica» mencionaremos el menhir de Mambrillas de Lara y los 3 dólmenes de Jaramillo Quemado y el de Cubillejo de Lara.
La cultura de «los campos de urnas» está representada en Lara en los lugares de La Aceña, alturas de La Yecla, Ciruelos de Cervera, Hontoria del Pinar, La Gallega y en el cercano Mecerreyes.
Según las lecturas de los especialistas se podría dibujar un mapa de líneas en parte indefinidas que adjudicarían la parte oriental (Fuentes del Duero y del Pedroso) a los pelendones, cuya representación más espectacular en la historia la hicieron los pobladores de Numancia; la parte del Mediodía a los Arévacos, cuyas ciudades más famosas fueron Clunia y Osma, y que alcanzarían las laderas de la peña de Carazo; habría que situar enseguida una estrecha presencia de los vacceos y el resto de Lara concedérselo a los turmogos, un pueblo celta con fama de pacífico y cuya presencia se afirma en Silos, Salas, Covarrubias y Piedrahíta de Muñó.
La presencia romana adquirió importancia en estas tierras. Los latinos procedieron según la regla universal de los pueblos conquistadores, asentándose de entrada en las instalaciones habitables de las culturas anteriores. Así se encuentra la huella romana sobre los poblamientos primitivos cercanos a la ermita. Establecida la paz en Celtiberia y aceptada como un bien mejor y posible la «pax romana», holgaban ya las prevenciones militares y podían los pueblos ahorrarse las incomodidades de las alturas con sus cuestas, sus escaseces de agua y las severidades meteorológicas. Así nació Lara, hoy apellidada, sin necesidad, de los Infantes. Dentro del «convento» de Clunia, Lara alcanzó una relevancia notable, presente en los vestigios romanos que en ella se hallan, y en su inmediata zona de influencia. Más de doscientas estelas se han recogido en el lugar, que han sido cuidadosamente estudiadas por el profesor Abásolo.
Los legionarios que se asentaron en Lara o los indígenas que practicaron con ellos tranquila convivencia, se distribuyeron las tierras más a propósito para el cultivo. Los que en el largo período que abarca del siglo II antes de Cristo al V después de él, consiguieron medrar, se construye ron villas y otros habitáculos. A los pobladores de Lara comenzaría pronto a afectarles el desamparo creado en la meseta por la retirada al otro lado de los montes cantábricos de los órganos del poder godo y la reinstauración de estos en la cornisa de las Asturias de Oviedo y de Santillana.
Por otra parte, la política del nuevo reino tendía a crear un vacío entre los agresores caldeos y los resistentes cristianos: ella originó la discutida despoblación de toda la cuenca del Duero por el rey Alfonso que guío «ad patriam», a la patria los pueblos que en ella habitaban. Discuten los sabios el grado de esta despoblación y desmantelamiento; pero debemos creer que no pudo ser absoluto, al menos en las zonas marginales, carentes de interés económico y militar para los árabes. La alta sierra de Burgos y las fuentes del Duero y del Arlanza puede ser un ejemplo de perseverancia de habitantes encerrados en un círculo estático de cultura. Así se explican mejor algunos datos toponímicos y los casos de Revenga, Cuyacrabas y otros más dentro de la actual provincia de Burgos. Sin embargo, parece que Lara y sus contornos sí que fueron desamparados. Las ruinas, más por abandono que por acción bélica, y la documentación conservada nos autorizan a pensar que durante casi un siglo y medio Santa María De Lara padeció el desportillamiento, caída de techumbres, invasión de jaramago y zarzales, ocupación de aves y alimañas.
Ninguna voz humana perturbó la paz de la tierra ni el cubrimiento selvático de la naturaleza; se borraron los caminos y los cauces molinares se atascaron. Todo lo envolvió el espectro de la soledad. Pasaron un siglo, el VIII, y otro siglo, el IX. Mas, a finales de este algo empezó a crujir bajo la tierra milenaria de Lara. Extrañas vibraciones, procedentes del Norte, hacían presagiar substanciales.
Un pueblo nuevo había nacido un paralelo y se había poseído de los afanes por la libertad y la igualdad de la recuperación y repoblamiento. Castilla había nacido en la falda Sur del puerto de los Tornos en el año 800. Desde allí a Peña Amaya, el cuerno de Butrón (Villalta) y los Montes Obarenes se emplearon 60 años de marcha y contramarcha, pues la reconquista de estas partes había sido apercibida por los árabes de Al Ándalus, que con dureza tratan de impedirla. En el año 884 con la fundación de Burgos, se cerraba la línea de defensas que corría desde Castrojeriz a la Sierra, asegurando la paz y la prosperidad desde el Arlanzón. Desde allí, los audaces foramontanos comenzaron a presionar y a avanzar hacia el Sur. Don Gonzalo Fernández era conde de Burgos en el año 899. Él se responsabiliza de un sector de esta extrema frontera y organiza con técnica el avance.
La presencia cristiana aumentó en la antigua jurisdicción. El conde, comenzó a edificar en Lara un castillo que le sinviera de morada y garantizara la colonización. Este castillo esta hendido, pero queda un desafiante torreón.
El alfoz de Lara sería muy pronto el más extenso de Castilla, abarcando entonces 127 lugares o aldeas; hoy solo están poblados 55 pueblos. Llegó a tener fama de rico. La actividad repobladora no fue instantánea.
Todavía en el año 914 el conde García Fernández ordena a su «fiel» don Gonzalo Gustios que pueble y afore en su nombre una villa al borde del río Arlanza, sobre el camino romano que desde Clunia saltaba a la Rioja por el alfoz de Barbadillo del Pez. Así nació Salas, apodada luego de los Infantes.
La Edad Media tejió sobre el alfoz su valla de jurisdicciones reales, señoriales y eclesiásticas. La abadía de Arlanza gozó de amplios dominios. La familia Lara intervino muy activamente en la política del reino castellano durante los siglos XI y XII. Luego serán los Velasco quienes usufructúen gran parte del alfoz, enclavado, casi todo él, en la merindad de Santo Domingo de Silos.

## Patrimonio
Iglesia de San Justo y San Pastor siglo VII.